# Satrio Hermanto
Adil Satryaguna „Satrio” Hermanto (ur. 29 czerwca 1984 roku w Dżakarcie) – indonezyjski kierowca wyścigowy.

## Kariera
Hermanto rozpoczął karierę w jednomiejscowych bolidach wyścigowych w wieku 14 lat w 1998 roku poprzez starty w dywizji drugiej Timor One Make Series, gdzie zdobył tytuł mistrzowski. Rok później został wicemistrzem w Formule Asia. W późniejszych latach Indonezyjczyk pojawiał się także w stawce Azjatyckiej Formuły 3, Azjatyckiej Formuły Renault V6, Niemieckiej Formuły 3, A1 Grand Prix oraz Brytyjskiej Formuły 3.